# CCTV (azienda)
La China Central Television o Televisione Centrale Cinese, abbreviato CCTV (中国中央电视台S, Zhōngguó Zhōngyāng DiànshìtáiP), è la più grande emittente televisiva della Cina continentale. È controllata dallo Stato, è una suddivisione dell'Amministrazione statale di radio, cinema e televisione del Governo centrale della Repubblica Popolare Cinese.
La maggior parte dei suoi programmi è un misto di notizie, documentari, educazione sociale, commedia, intrattenimento e teatro, la maggior parte dei quali consiste in soap opera cinesi e intrattenimento, tuttavia la relazione fattuale su argomenti sensibili al Partito Comunista Cinese è distorta e spesso usata come arma contro i presunti nemici del PCC.
La CCTV venne fondata il 1º maggio 1958 come agenzia statale di informazione e guida dell'opinione pubblica, in qualità di portavoce del Partito Comunista Cinese. La CCTV ha una varietà di funzioni, come la comunicazione di notizie, l'educazione sociale, la cultura e i servizi di informazione sull'intrattenimento. In qualità di emittente televisiva di Stato, è responsabile sia nei confronti del Comitato centrale del Partito comunista cinese che del Consiglio di Stato. È l'attore centrale nella rete di propaganda cinese.
Come molti media cinesi, CCTV ha visto i suoi sussidi di Stato ridursi notevolmente negli anni novanta e perciò si è reso necessario equilibrare il suo ruolo di agenzia governativa con il fatto che deve attrarre telespettatori, così può mettere in vendita spazi pubblicitari.
In cerca di telespettatori, la CCTV si è messa in competizione con le reti televisive locali, così si sono creati sempre più grandi gruppi mediatici al fine di competere con la CCTV.
Inoltre trasmette canali tematici in altre lingue.

## Storia

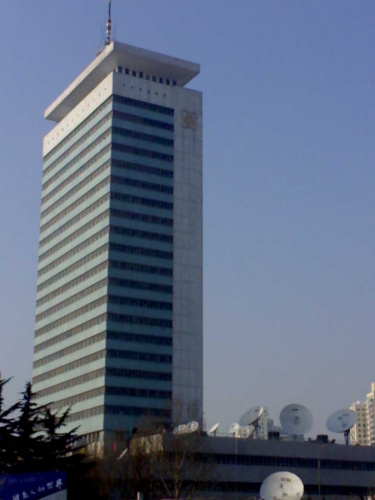
La vecchia sede della CCTV.

La CCTV trasmise il suo primo programma il 2 settembre 1958 sotto il nome di Beijing Television dopo una trasmissione sperimentale il 1º maggio 1958. Il nome fu cambiato in CCTV il 1º maggio 1978. Nel 2009 fu inaugurata la nuova sede.
Alla fine degli anni ottanta, come molte altre televisioni cinesi, la CCTV aveva solo un canale. Allora aveva solo programmi serali e le trasmissioni di solito terminavano a mezzanotte. Durante l'estate e l'inverno occasionalmente la trasmissione avvenivano anche di giorno per gli studenti che erano in vacanza. Tuttavia nel 1985 la CCTV era la prima rete televisiva cinese. Nel 1987 la CCTV divenne famosa per il suo fedele adattamento de Il sogno della camera rossa. Esso era una serie televisiva in 36 episodi o “Hong Lou Meng”. Oggi la serie è disponibile in DVD ed è ancora assai popolare.
Oggi CCTV ha 22 canali nazionali, la maggior parte con trasmissione 24 ore su 24, ed un canale in alta definizione che trasmette alcuni programmi statunitensi come CSI:NY, CSI: Miami e Lost, documentari, film e nuove serie televisive cinesi in alta definizione.

## Programmazione

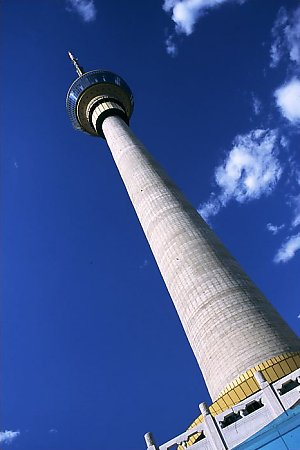
La torre della CCTV a Pechino, il più alto edificio della città.

Il suo telegiornale serale di 30 minuti Xinwen Lianbo, trasmesso alle 19:00 (ora di Pechino), è il più importante telegiornale in Cina. Molte notizie politiche importanti sono trasmesse attraverso questo programma. Il programma è caricato quotidianamente su YouTube da Duowei, una rete televisiva di informazione cinese.
Il suo programma speciale annuale per celebrare il nuovo anno cinese, il CCTV New Year's Gala, è senza dubbio il programma più visto. Nel 2007 i risultati di una ricerca hanno mostrato che esso fu visto da oltre 800 milioni di persone in tutto il mondo. È cominciato nei primi anni ottanta. Ogni anno alcuni cantanti e attori diventano famosi grazie alla loro apparizione in quello spettacolo.

## Canali
CCTV ha 22 diversi canali di programmazione con differenti contenuti e compete con le stazioni televisive dei governi locali (come BTV ed altri canali regionali) e trasmette anche programmi in lingua straniera che possono essere facilmente visti via televisione satellitare. Diversamente da come avviene negli Stati Uniti, ma come spesso accade in Europa, molti canali sono elencati in ordine di numero, senza alcuna descrizione, come ad esempio CCTV-1, CCTV-2, ecc.
I ventuno canali sono:
- CCTV-1: misto
- CCTV-2: economia
- CCTV-3: arte
- CCTV-4: internazionale in cinese
- CCTV-5: sport
- CCTV-6: film
- CCTV-7: vita militare cinese
- CCTV-8: dramma
- CCTV-9: documentari due canali Cinese e inglese
- CCTV-10: scienza ed educazione
- CCTV-11: opera
- CCTV-12: società e legge
- CCTV-13: notizie 24 ore su 24
- CCTV-14: programmi per bambini
- CCTV-15: musica
- CCTV-16: sport (adattamento locale cinese di Olympic Channel)
- CCTV-17: natura ed agricoltura (programmazione originariamente inclusa nel palinsesto di CCTV-7)
- CGTN: notizie in inglese
- CGTN-Español: programmazione in spagnolo
- CGTN-Français: programmazione in francese
- CGTN-Русский: programmazione in russo
- CGTN-العربية: programmazione in arabo
- CCTV-HD: programmazione in alta definizione

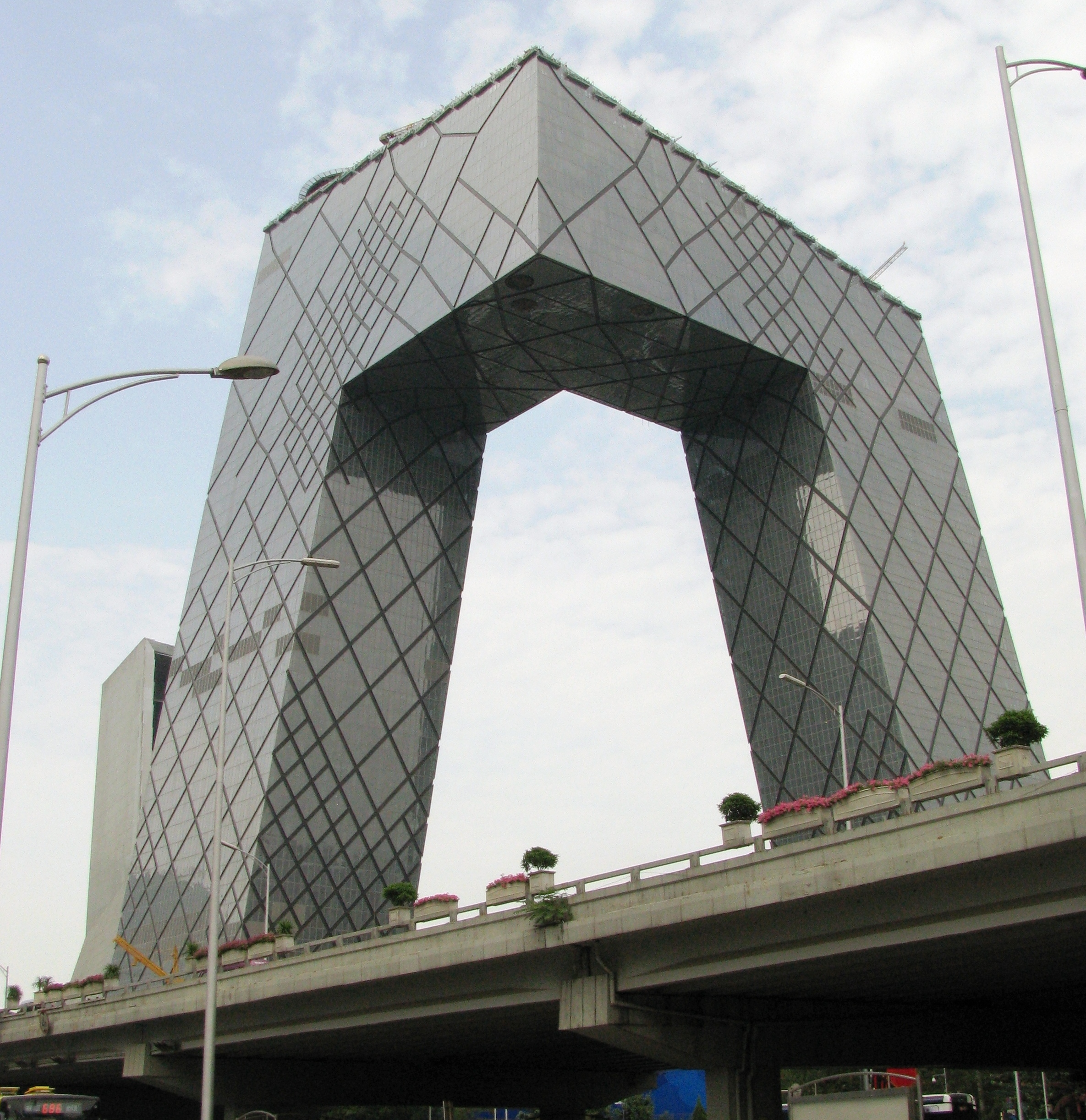
sede della CCTV

- CCTV-3D: programmazione in 3D

## Diffusione all'estero
Fuori dalla Cina è possibile ricevere i canali CCTV-4 (in cinese), CGTN (in inglese), CGTN-Español (in spagnolo) e CGTN-Français (in francese) via DVB. Il segnale dei suddetti canali è disponibile su molti differenti satelliti nel mondo.

### CGTN
CGTN, in inglese, è disponibile negli Stati Uniti sul canale 455 di DirecTV e sul canale 265 di Dish Network. CCTV-NEWS è anche disponibile negli Stati Uniti sul canale 134 di Time Warner Cable e sul canale 322 di Cox Cable. Nel Regno Unito CGTN è disponibile sul canale 511 di Sky Digital. In Barbados CGTN è disponibile sul canale 209 di Multi-Choice TV. CGTN è anche disponibile in streaming sul sito internet.

### CGTN-Español e CGTN-Français
I canali CGTN-Español (in spagnolo) e CGTN-Français (in francese) sono disponibili al canale 884 di Dish Network.

### CCTV-1, CCTV-3 e CCTV-6
I canali in lingua cinese CCTV-1, CCTV-3 e CCTV-6 sono disponibili sul Great Wall TV Package di Dish Network e su Rogers Cable in Canada.

### CCTV-4
CCTV-4 è stato diviso in 3 canali il 1º aprile 2007 chiamati CCTV International Asia, CCTV International Europe e CCTV International America per migliorare il servizio per il pubblico nel mondo.